# Susan Hannah Hadary
Susan Hannah Hadary ist eine US-amerikanische Filmproduzentin und Dokumentarfilmerin.

## Leben
Susan Hannah Hadary drehte mehrere Dokumentarfilmserien und ist Gründerin von MedSchool Maryland Production, die für den öffentlichen Rundfunk, den Discovery Channel, Discovery Health und HBO Dokumentarfilme dreht und produziert.
Ab den 1980er Jahren entstand die Stars of Inclusion-Serie zusammen mit William A. Whiteford, die sich mit den Lebenswelten behinderter Menschen beschäftigt. Die Serie umfasst acht Filme, darunter der 1999 veröffentlichte King Gimp. Der Film handelt von dem Maler Dan Keplinger, der an Infantiler Zerebralparese erkrankte und trotz seiner Intelligenz Opfer von Spott wurde. Für den Film wurden beide mit dem Peabody Award und dem Oscar für den besten Dokumentarkurzfilm ausgezeichnet. 1987 gewannen beide für Beginning with Bong bereits einen Emmy.
Parallel zu den Stars of Inclusion entstand die Seniors-Serie, die vom Leben von Senioren handelt, darunter Grace, die das Leben einer Alzheimer-Patientin über zehn Jahre verfolgte.
In den 2000er Jahren produzierte sie mehrere Filme für den Discovery Channel, insbesondere eine Miniserie über die University of Maryland School of Medicine sowie die Serie The Critical Hour über die Ärzte und das Personal des Baltimore’s Shock Trauma Center. 2016 wurde die Serie unter dem Titel Shock Trauma: The Edge of Life fortgesetzt.
Die Serie From West Baltimore entstand in den 2010er Jahren für das Öffentliche Fernsehen von Maryland und verfolgt das Leben von fünf Studenten der University of Maryland Baltimore.
Zusammen mit John Anglim erhielt sie 2012 einen Regional Emmy für den Film Departing Rosewood.

## Filmografie
Seniors
- 1984: Dominick and Margaret
- 1990: Miss Nora’s Store
- 1991: Marge and Walter
- 1992: Grace
- 2010: Alzheimer's, The 36 Hour Day

Stars of Inclusion
- 1986: Rachael, Being Five
- 1987: Beginning with Bong
- 1987: Shakissha and Friends
- 1992: Rachael in Middle School
- 1994: Bong & Donnell
- 1996: Sarah’s Graduation
- 1999: King Gimp
- 2008: The King of Arts
- 2008: The King’s Miracle
- 2013: 29 Years: Bong, Sarah and The King

Med Series (Discovery Channel)
- 2002: Med School: First Patient
- 2002: Med School: Graduation M.D.
- 2002: Med School: Infinite Compassion
- 2002: Med School: Inside the Body
- 2002: Med School: Surgery
- 2002: Med School: To Be a Doctor

The Critical Hour (Discovery Channel)
- 2004: 16 Episoden

Shock Trauma (Discovery Channel)
- 2016: 6 Episoden

From West Baltimore
- 2016: From West Baltimore
- 2017: 8th Grade from West Baltimore
- 2018: 9th Grade from West Baltimore

Einzelfilme
- 2000: Critical Incident: Sky Troopers
- 2001: Love, Josh
- 2003: Dr. Garrett
- 2013: Walter P. Carter: Champion for Change
- 2014: Understanding Joy
- 2019: Glenn's Gamble